# Famille Vukomanović
La famille Vukomanović (en serbe cyrillique : Вукомановићи) est une famille serbe qui descend de Bogoljub Vukoman. Originaire du Kosovo-et-Métochie, elle s'est installée dans la région de Šumadija (Choumadie), dans la nahija de Rudnik et dans le village de Srezojevci. Avant de s'installer au Kosovo, elle venait probablement d'une tribu monténégrine de Nikšić,. La slava de la famille est célébrée le jour de la fête de saint Luc.

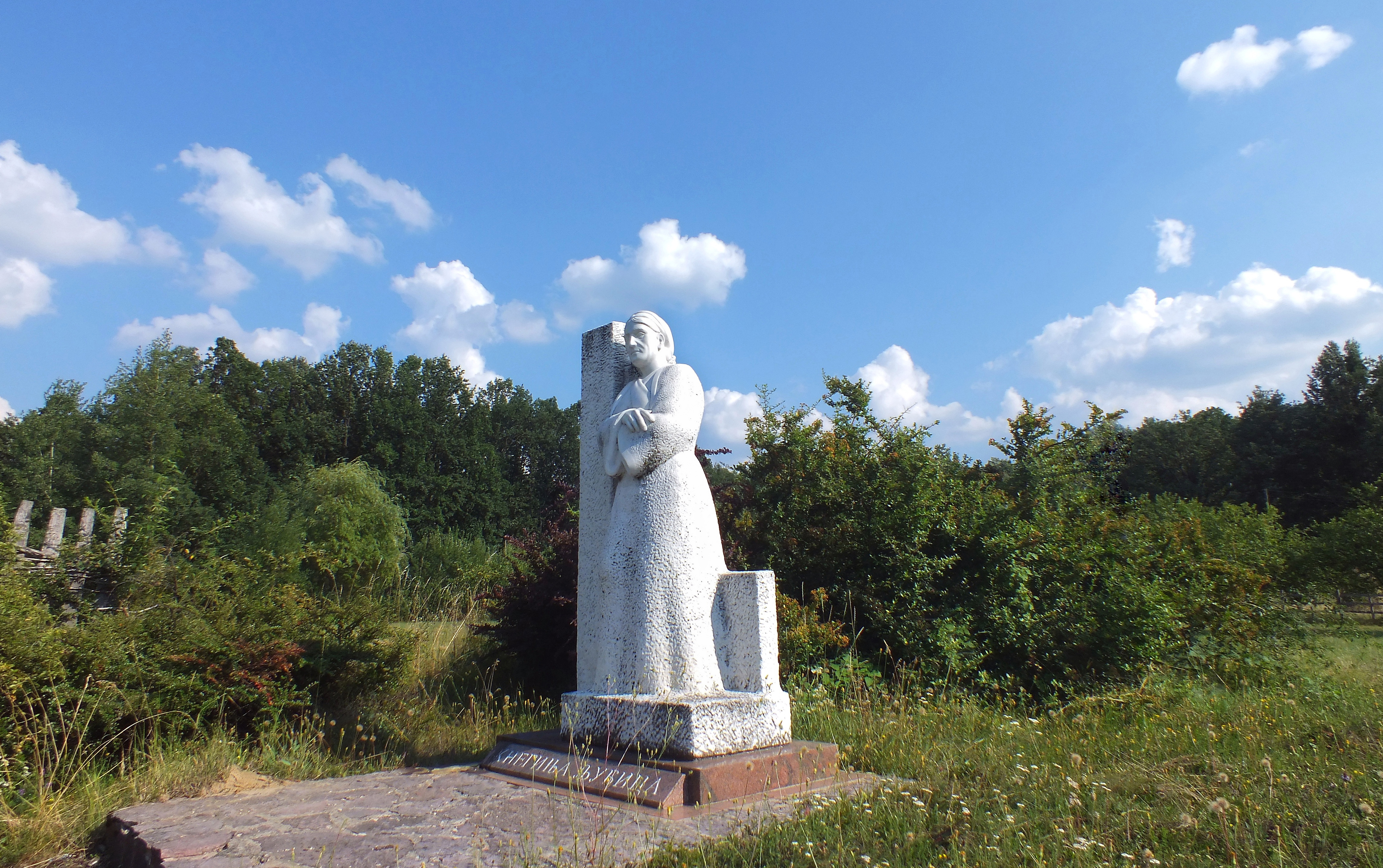
Le monument à la princesse Ljubica à Srezojevci.

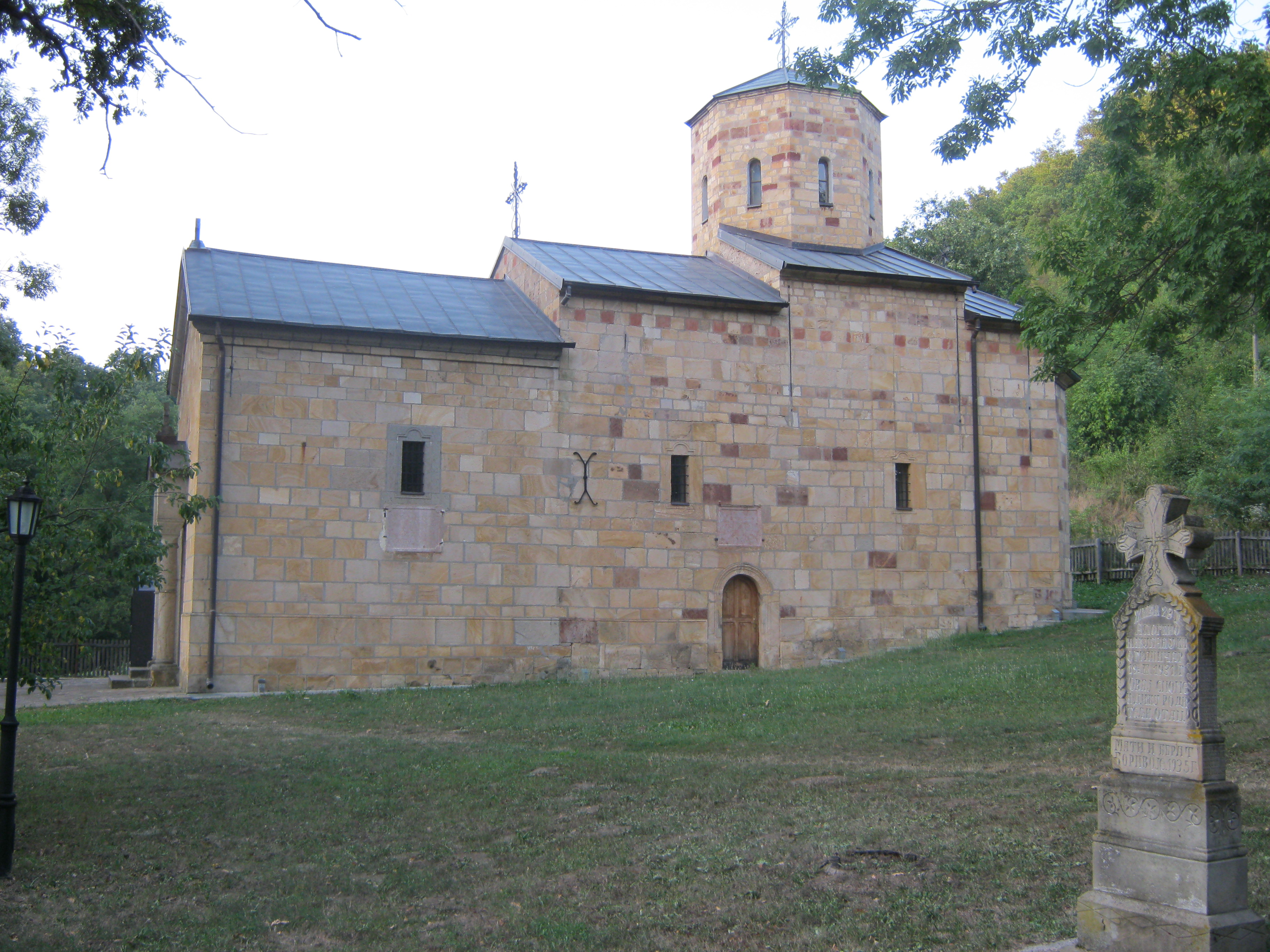
Vue de l'église Saint-Sava de Savinac.

L'église Saint-Sava de Savinac, près de Gornji Milanovac abrite une crypte avec les tombes de la famille Vukomanović,.

## Personnalités
L'un des représentants les plus célèbres de la famille est la princesse de Serbie Ljubica Obrenović, née à Srezojevci en 1788 et morte à Novi Sad en 1843 ; elle était la femme du prince Miloš Ier Obrenović ainsi que la mère du prince Michel III Obrenović et du prince Milan Obrenović.

### Radoslav Vukomanović

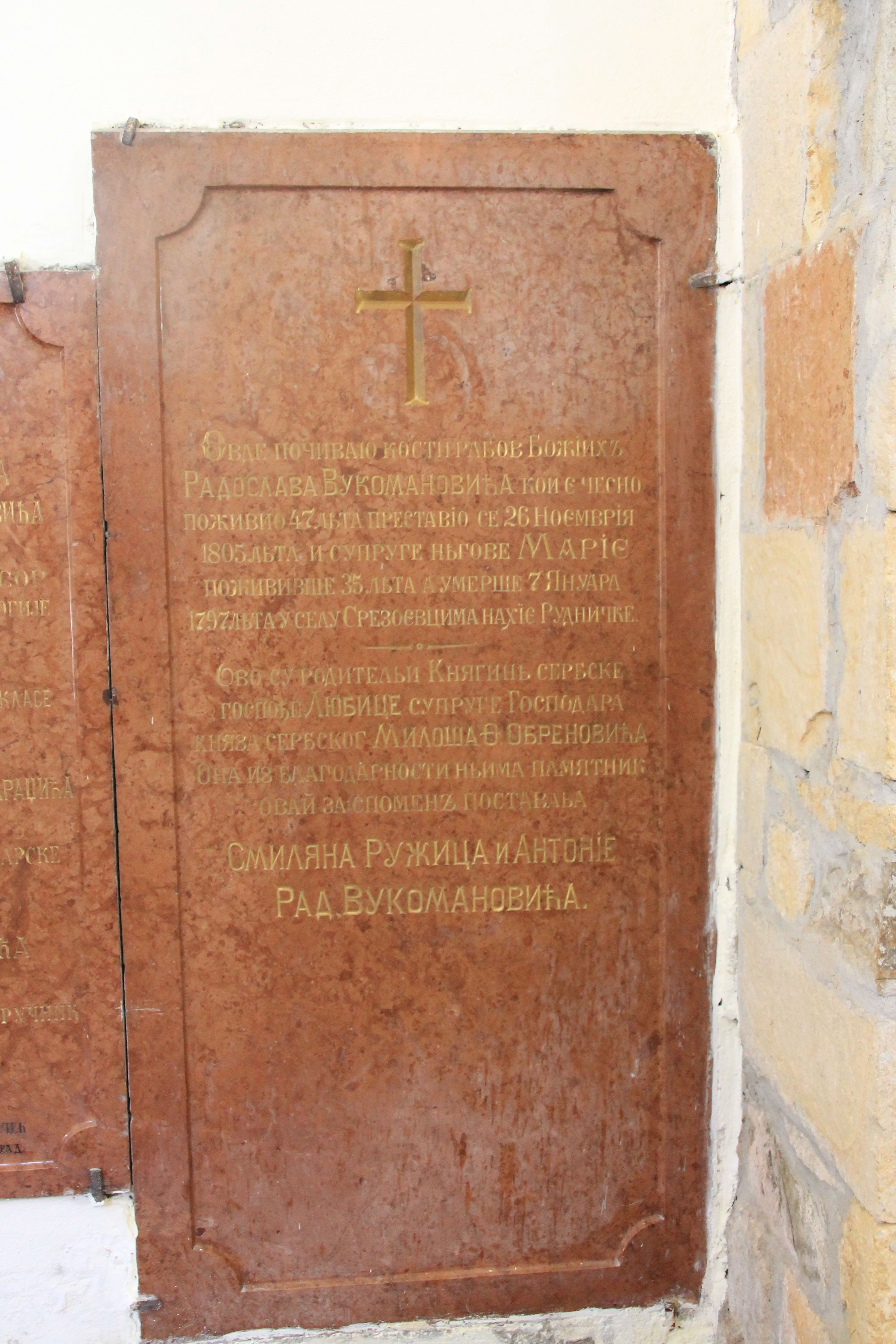
La tombe de Radoslav Vukomanović et de sa femme Marija dans l'église Saint-Sava de Savinac.

Radoslav Vukomanović (1758-1805), fils de Gavrilo Vukomanović, s'est marié deux fois. Il a eu onze enfants issus de ces deux mariages, sept fils et quatre filles. De sa première épouse Marija Damnjanović (1762-1797), née à Družetići dans la nahija d'Užice, sont nés Jovan et Ljubica. De son second mariage sont issus Gavrilo, Luka, Petar, Todor et une fille.

### Princesse Ljubica Obrenović, née Vukomanović
Le voïvode Milan Obrenović (entre 1767 et 1780-1810) a demandé la main de Ljubica Vukomanović à son père Radoslav Vukomanović pour son jeune demi-frère Miloš Obrenović et le mariage a eu lieu au printemps de 1804, au début du Premier soulèvement serbe contre les Ottomans, très probablement après la conquête de Rudnik et l'élévation de Milan Obrenović au rang de voïvode en mars 1804. Milan Obrenović a demandé à Karađorđe (Karageorges) d'être le témoin de son frère Miloš et Karađorđe a accédé à demande.
Le prince Miloš et la princesse Ljubica Obrenović ont eu huit enfants, quatre fils et quatre filles.

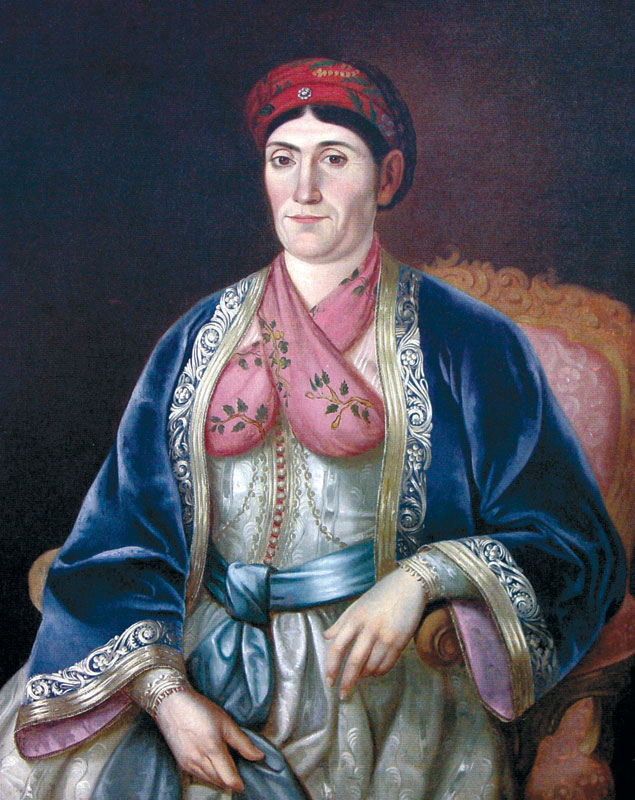
Portrait de la princesse Ljubica.
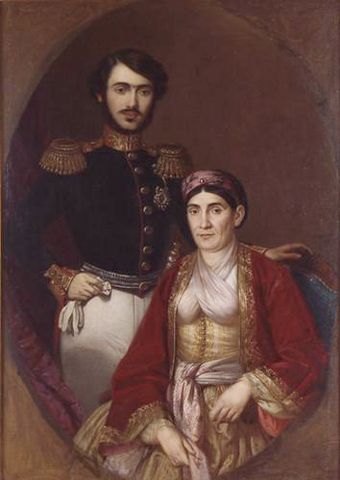
Portrait de Ljubica Obrenović avec son fils le prince Michel, par Stevan Todorović, Konak de la princesse Ljubica à Belgrade.
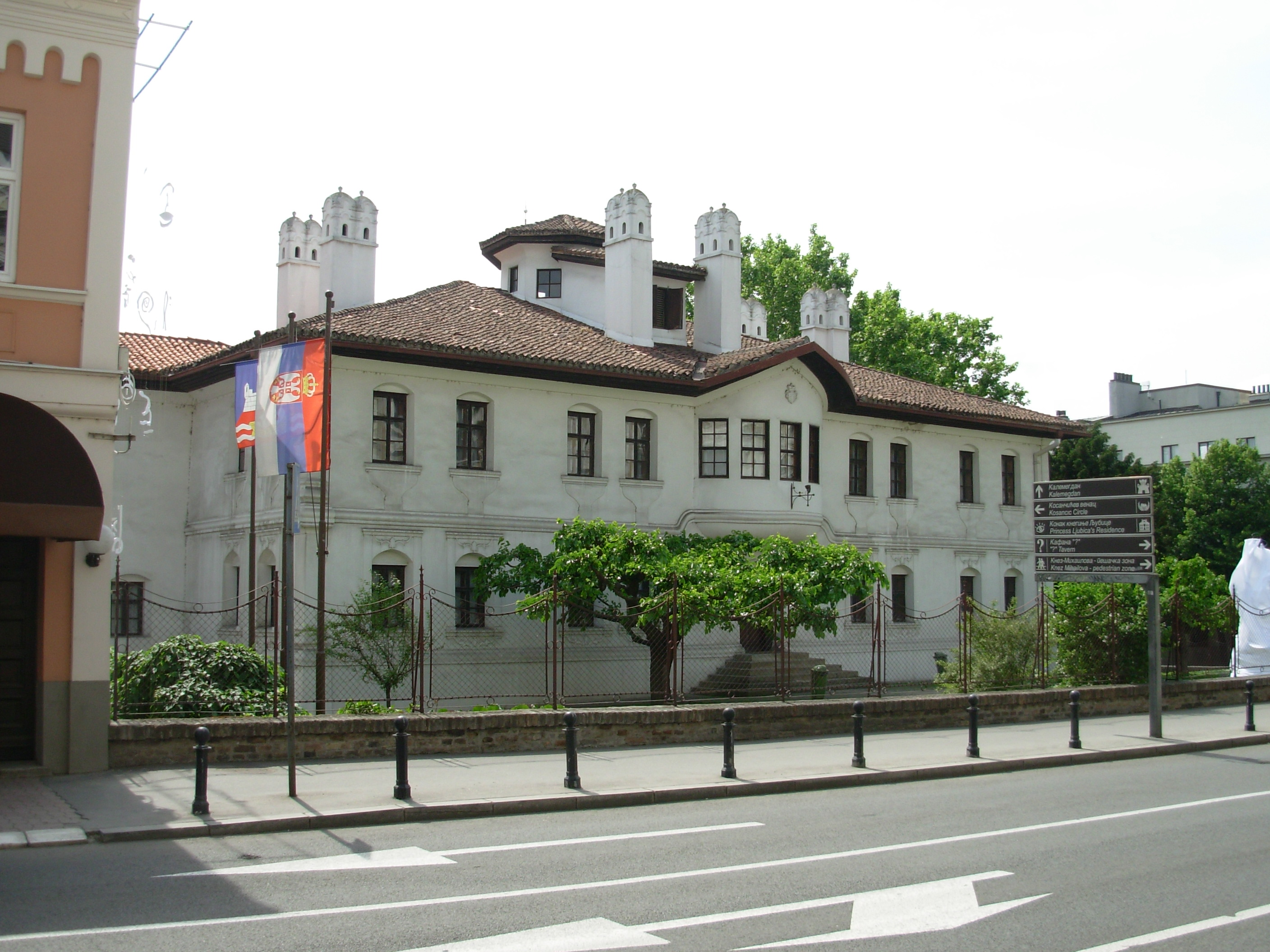
Le konak (résidence) de la princesse Ljubica à Belgrade.

### Jovan Vukomanović
Jovan Vukomanović, né à Srezojevci, était le frère de la princesse Ljubica. Il est mort en 1815 lors de l'assaut contre la ville de Požarevac.

### Gavrilo Vukomanović
Plusieurs lettres de la princesse Ljubica à son demi-frère Gavrilo Vukomanović ont été conservées.

### Petar R. Vukomanović
Petar Vukomanović, le demi-frère de Ljubica Obrenović, était officier et il a été grièvement blessé lors la bataille de Požarevac en 1815. Il est mort en 1833. Petar Vukomanović et Vasilija (décédée après avril 1867) ont eu des enfants : Aleksa, Mihailo, Mileva et Milica, et la princesse Ljubica les a élevés à la cour avec ses propres enfants.

#### Capitaine Mihailo Vukomanović
Le capitaine Mihailo Vukomanović, le fils de Petar Vukomanović, commandant de l'armée de Rudnik, a eu un fils, Milan Vukomanović.

##### Milan Vukomanović
Milan Vukomanović (1869-1936), inspecteur des chemins de fer de l'État, était le fils du capitaine Mihailo Vukomanović et le petit-fils de Petar Vukomanović, c'est-à-dire aussi de Ljubica Obrenović.

##### Famille Ranosović
Mileva Vukomanović, la fille de Petar Vukomanović, était mariée avec l'officier Petar Ranosović ; ensemble ils ont eu trois enfants : Velimir, Mihailo et Nada.

###### Général Velimir Ranosović
Le général de brigade d'état-major Velimir Ranosović (1892-1954), le fils de Petar Ranosović et de Mileva Ranosović, née Vukomanović, a été chef de cabinet du général Dušan Simović, envoyé militaire à Rome (1941), au Caire et à Ankara (1944). Il avait suivi les cours de l'École de guerre des cadets russes et de l'École supérieure de l'Académie militaire. Dans les guerres de 1912 à 1918, il a été le commandant de la colonne de munitions de la 1re division des volontaires en Russie en 1916. Il est mort en exil à Paris en 1954.

#### Aleksa Vukomanović
En 1858, Mina Karadžić (1828-1894), la fille du célèbre linguiste Vuk Stefanović Karadžić, a épousé le cousin de la princesse Ljubica, Aleksa Vukomanović (1826-1859) ; ils se sont mariés à la cathédrale Saint-Michel de Belgrade, où Mina s'est ensuite convertie à l'orthodoxie et a pris le nom de Milica. Aleksa était professeur de littérature au Lycée de Belgrade ; il souffrait des yeux et est mort après un an et demi de mariage. Aleksa et Mina Vukomanović n'ont eu qu'un seul fils, Janko Vukomanović (1859-1878). Tous trois ont été enterrés d'abord dans l'ancien cimetière de Tašmajdan mais ils ont été transférés à l'église Saint-Sava de Savinac au début du XXe siècle.

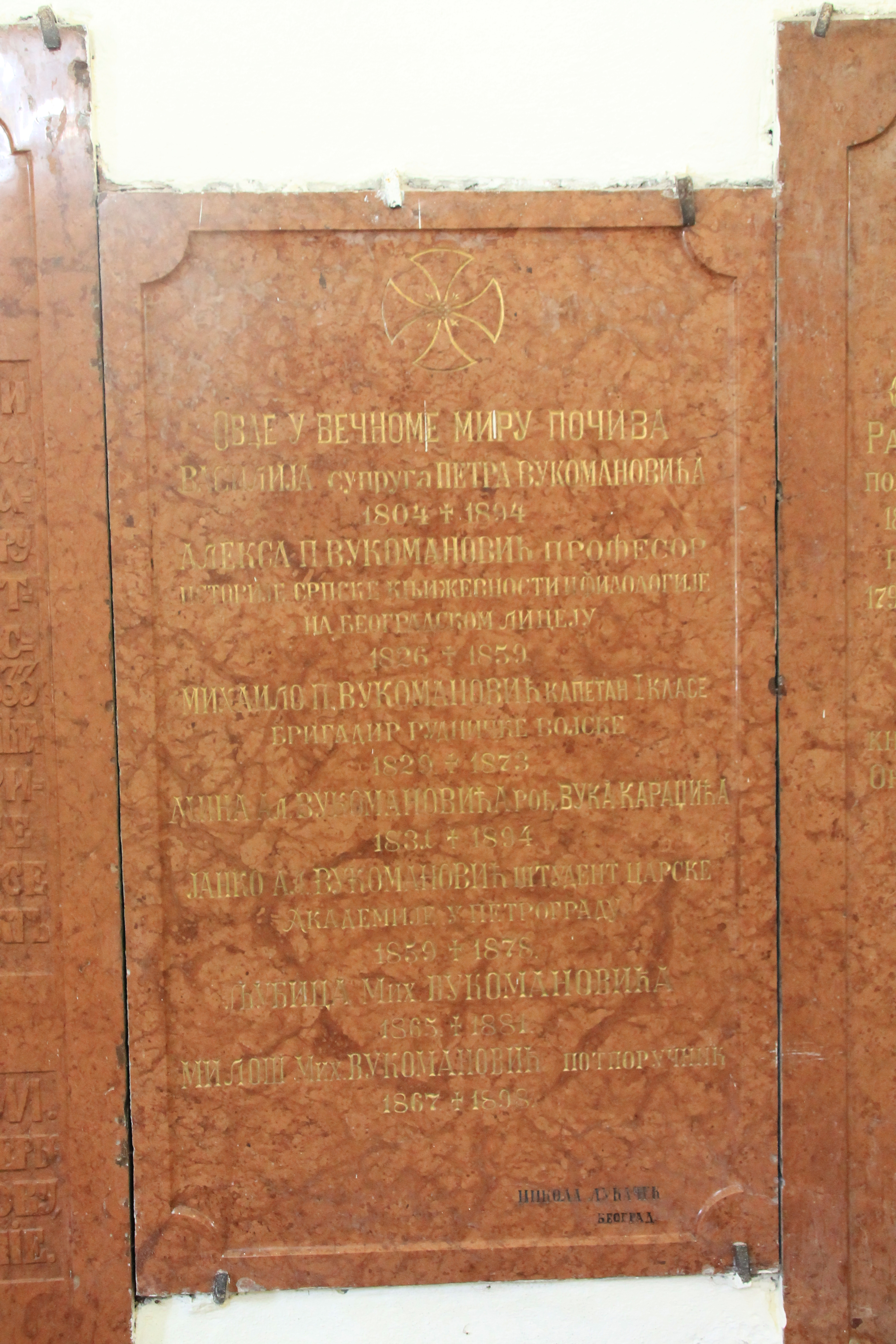
La tombe de Vasiljia et Aleksa Vukomanović dans l'église Saint-Sava de Savinac.
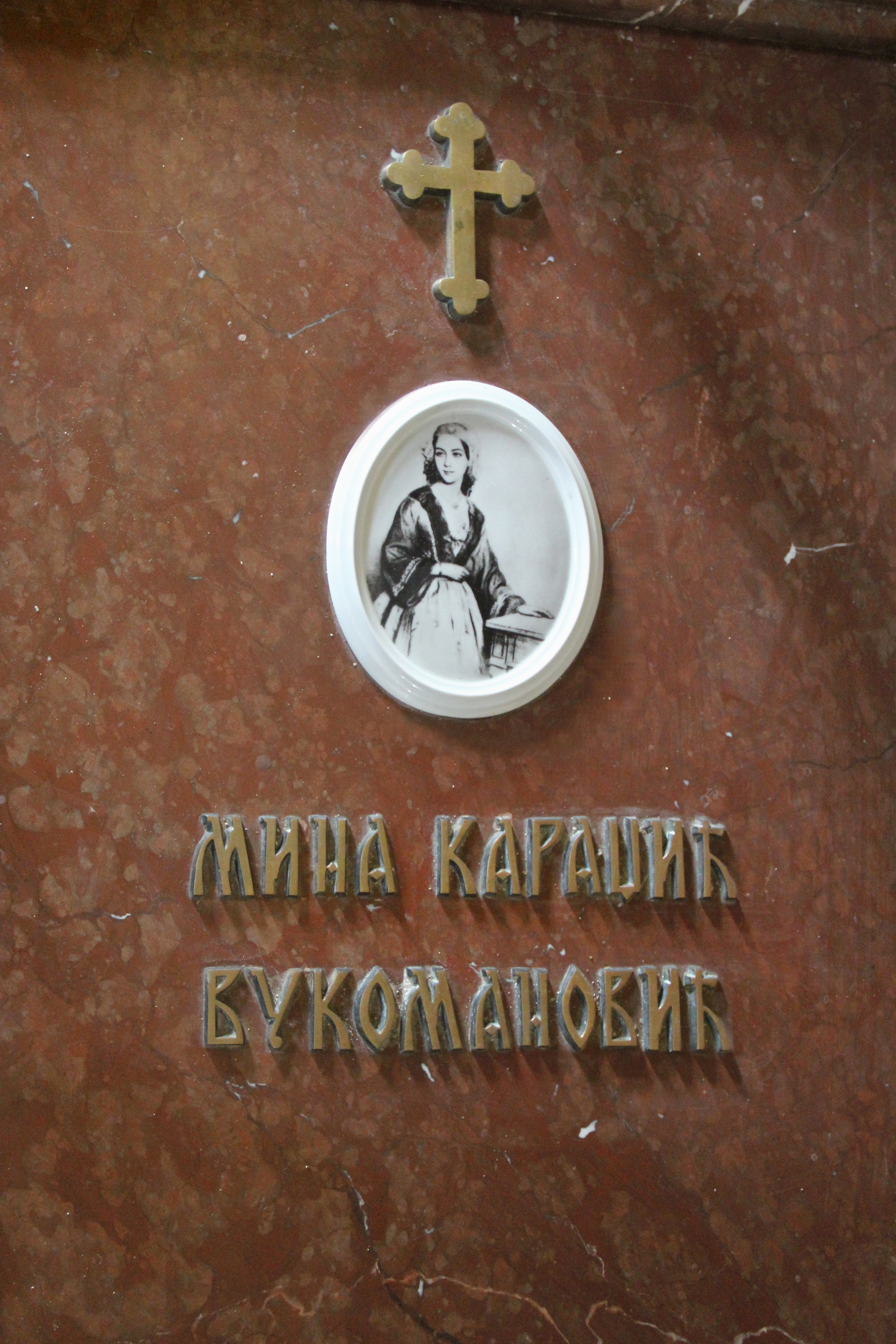
Tombe de Mina Karadžić Vukomanović.
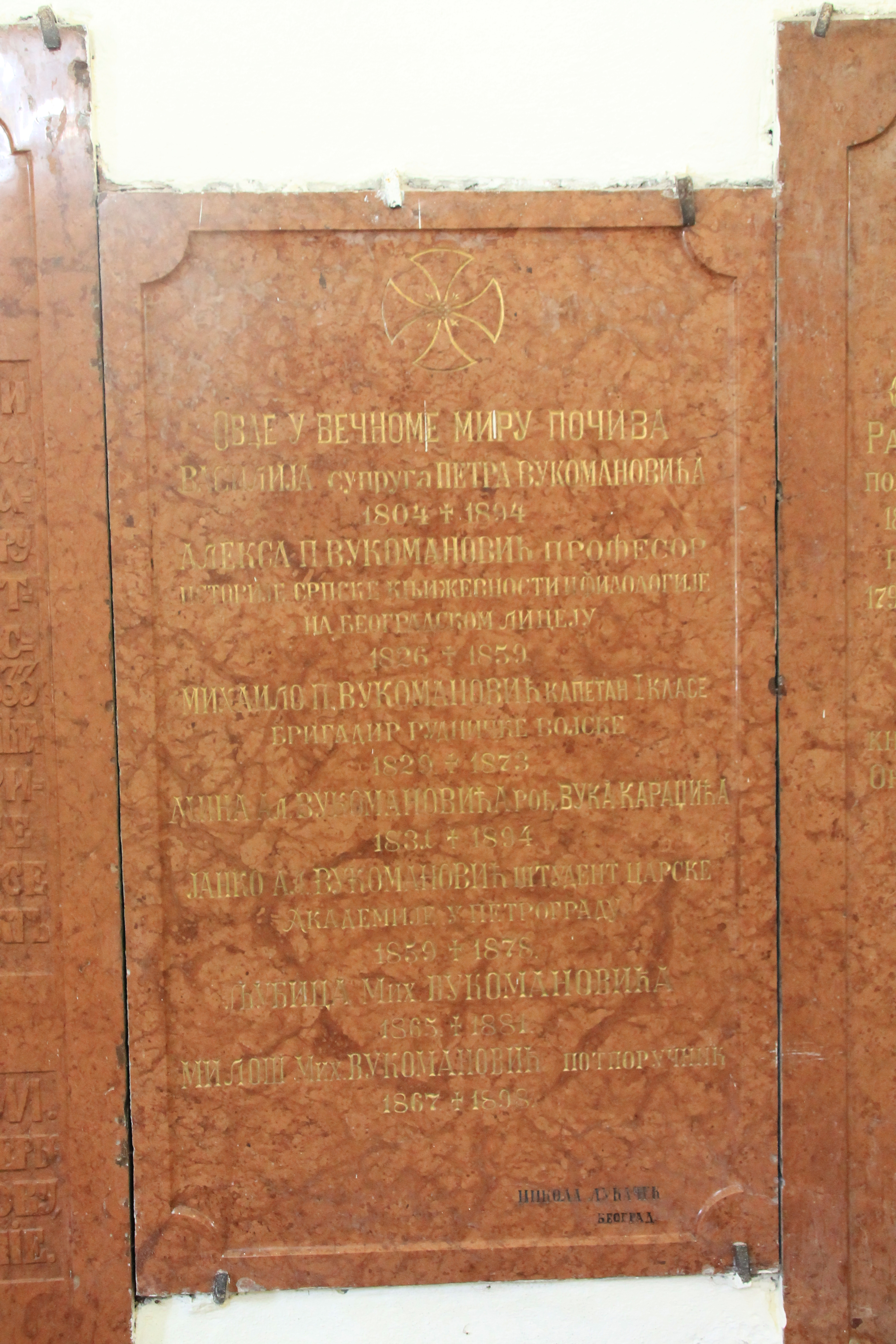
La tombe de Janko Vukomanović (entre autres défunts).

##### Janko Vukomanović
Janko A. Vukomanović (1859-1878) était le fils d'Aleksa Vukomanović et de Mina Vukomanović, née Karadzic. En tant que cadet de l'Académie militaire de Saint-Pétersbourg, il est venu en Serbie et a participé comme volontaire à la première guerre serbo-turque, où il a également reçu une médaille pour bravoure. Il est ensuite retourné en Russie, où il est mort en 1878, vraisemblablement de la tuberculose ou victime de la « roulette russe » (en serbe : ruska ruleta).

#### Famille Alimpić

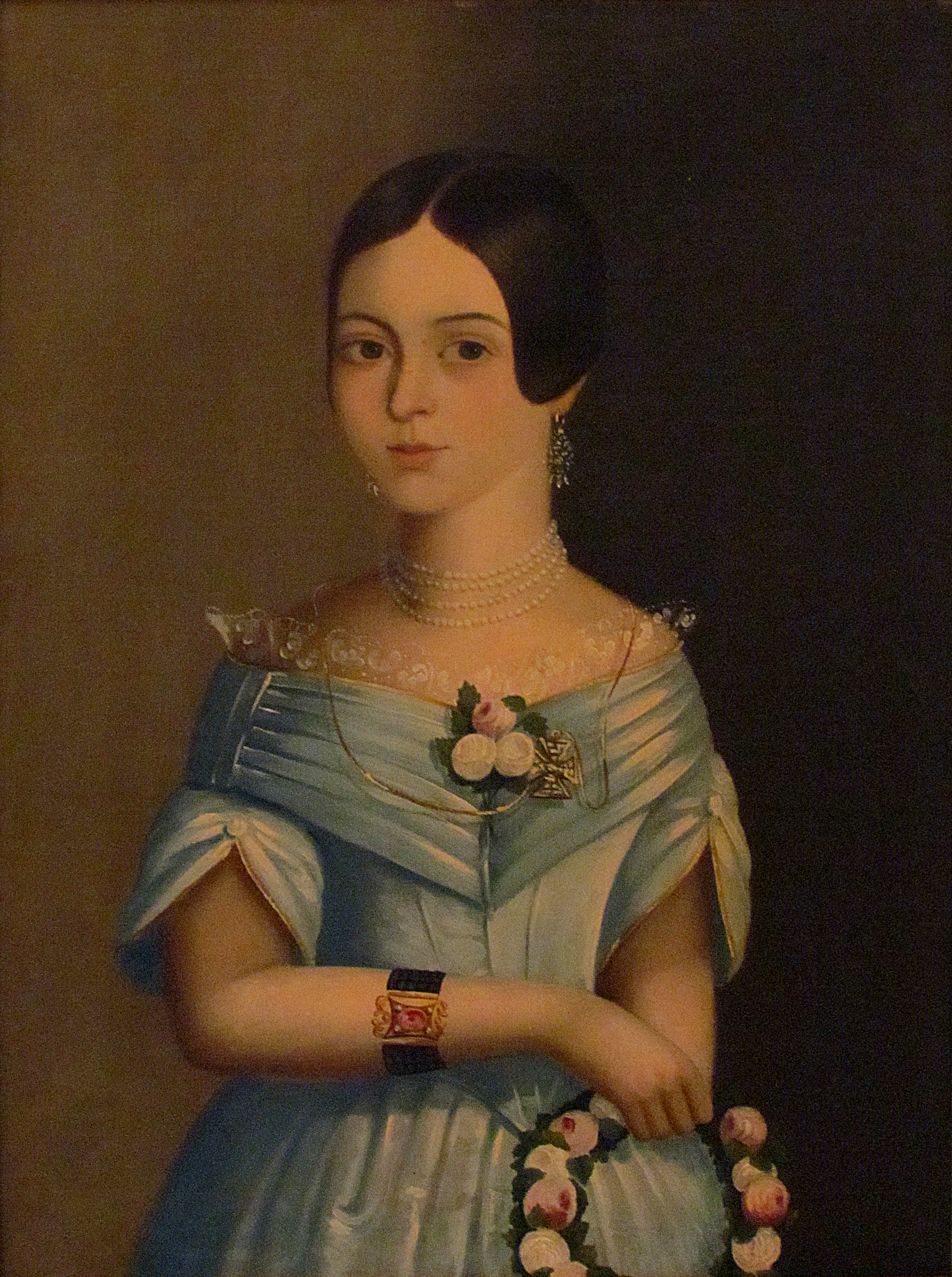
Portrait de Mileva Vukomanović par Uroš Knežević, 1843, Konak de la princesse Ljubica à Belgrade.

Mileva Vukomanović (1833-1914), la fille de Petar et Vasilija Vukomanović, nièce de la princesse Ljubica, était mariée au général Ranko Alimpić.

##### Général Ranko Alimpić
Le général Ranko Alimpić (1826-1882), marié à Mileva Vukomanović, est né le 9 mars 1826 à Nakučani, où il a terminé son école élémentaire ; il a ensuite fréquenté le lycée de Kragujevac. Il s'est engagé dans l'armée en 1842 et a été promu au grade de lieutenant en 1845. Il a terminé sa formation militaire en Prusse et en Belgique (1846-1852). À partir de 1852, il est devenu professeur à l'école d'artillerie (Académie militaire de Belgrade). Il a épousé Mileva Vukomanović en 1852. Après le retour du prince Miloš en Serbie en 1858, Ranko Alimpić a été pendant un temps chef d'état-major adjoint de l'armée, chef de département au ministère de l'Armée, chef du district de la Krajina puis du district de Požarevac, ministre de la Construction et conseiller d'État,.
Ranko Alimpić et Mileva Alimpić née Vukomanović n'ont pas eu d'enfants.

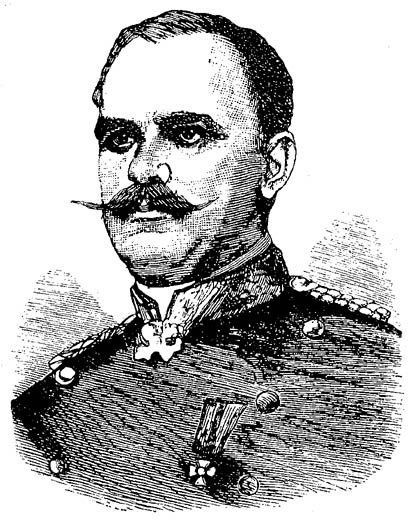
Ranko Alimpić.
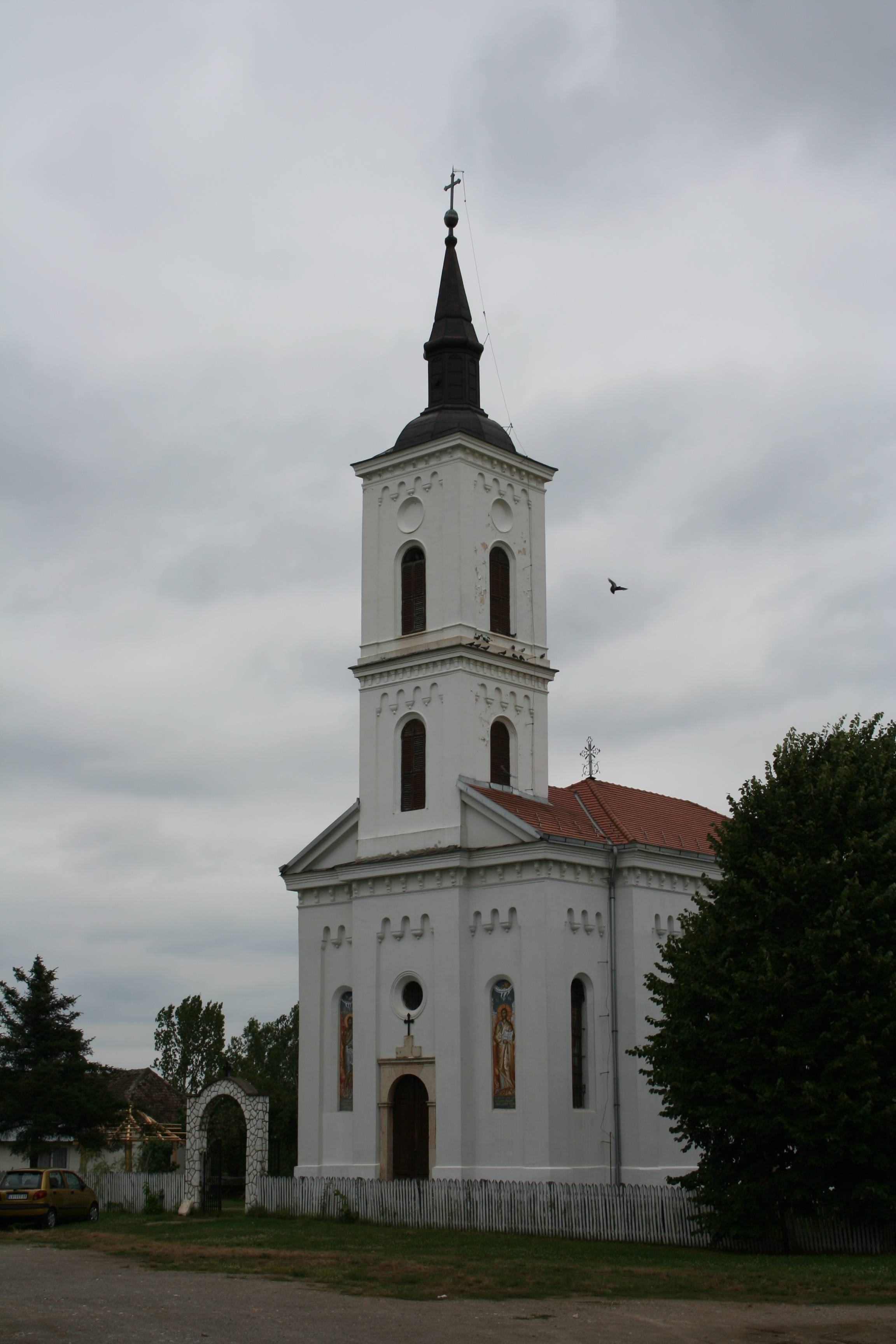
L'église de la Nativité-de-Saint-Jean-Baptiste de Nakučani.
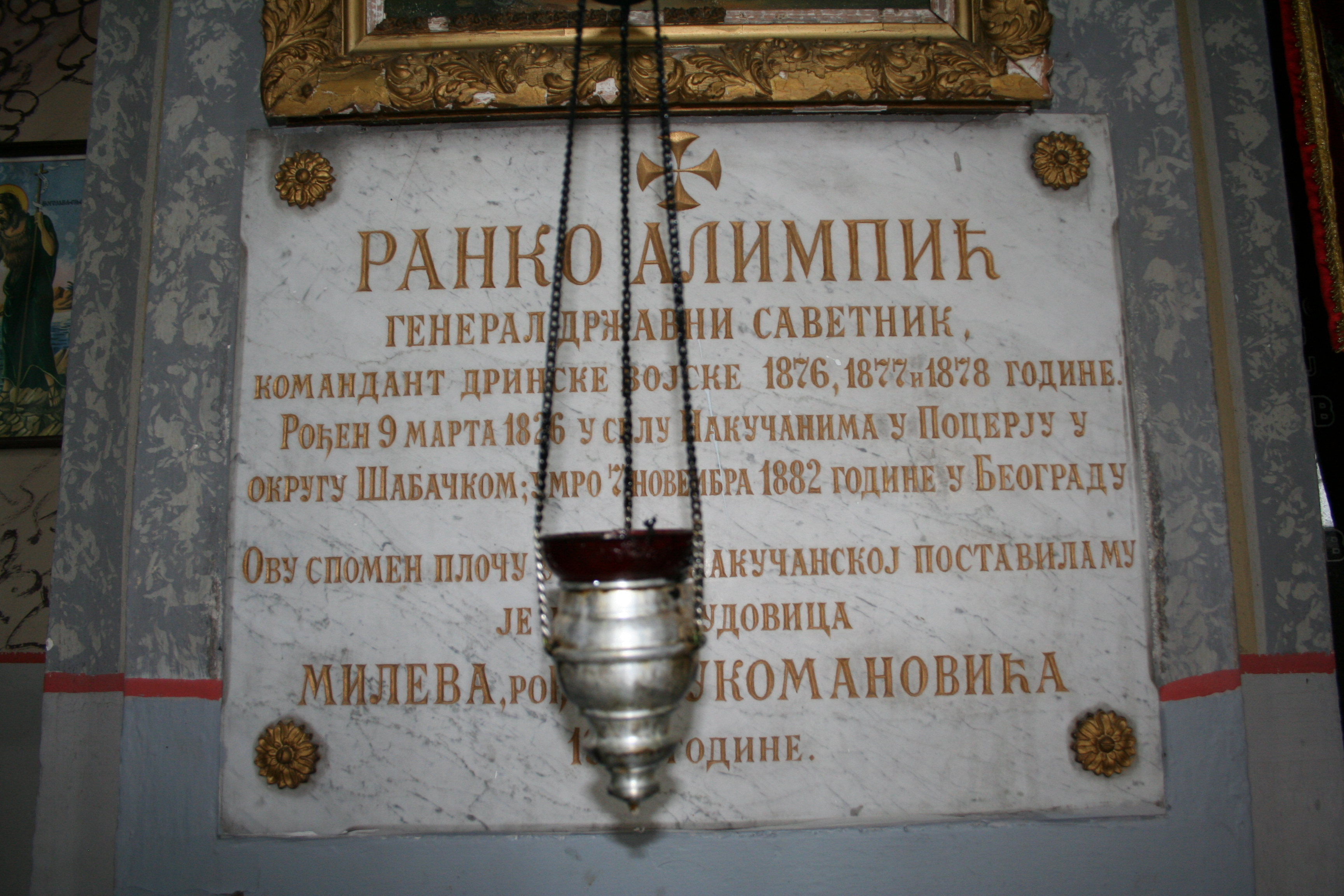
Plaque commémorative de Ranko et Mileva Alimpić dans l'église de Nakučani.

#### Famille Krstić
Milica Vukomanović, la fille de Petar et Vasilija Vukomanović, nièce de la princesse Ljubica, était mariée à Gedeon Krstić (1818-1889).

## Famille Vulićević
La demi-sœur de la princesse Ljubica était mariée à Petar Vulićević, le fils du voïvode Vujica Vulićević et le cousin du voïvode de Smederevo Đuša Vulićević. Tandis que Vujica Vulićević participait à une délégation serbe à Istanbul, son fils Petar a assuré la fonction de knèze (prince) du district de Smederevo, au moment de la révolte de Đakovo (1825) contre les abus du régime du prince Miloš Obrenović.

## Famille Popović
La mère de la princesse Ljubica était Marija Damnjanović de Družetići. Les descendants de l'oncle maternel de la princesse Ljubica sont les Popović.

### Prince Vasilije Popović
Le frère de l'oncle de la princesse Ljubica était Gospodar Vasilije « Vasa » Popović de Beršići, le principal prince (knèze) de la nahija de Požega (ou nahija de Čačak). Il a épousé Marta, la nièce de l'évêque de Šabac Melentije Nikšić, qui a été tué sur l'ordre du prince Miloš. Gospodar Vasilije Popović avait un fils Živko.
Vasa Popović était un ami de Mateja Nenadović et de Vuk Stefanović Karadžić qu'il a aidé à collecter de vieux poèmes populaires.

#### Živko Popović
Živko V. Popović, le fils de Gospodar Vasa Popović, était professeur à l'Académie militaire de Belgrade.

## Parents de la princesse Ljubica
En 1967, les plus proches parents de la princesse Ljubica à Belgrade étaient Mara Vukomanović, le professeur Bosiljka Dragić, née Vukomanović, Zajka Kulišić-Marković et Nada Ranosović.

## Parenté
Les Vukomanović étaient apparentés aux Obrenović, aux Bajić de Vărădia (dans le Banat roumain), aux Nikolić de Rudna, aux Čupić, aux Vulićević, aux Perić etc.